# Volenice (ort i Tjeckien, Södra Böhmen)
Volenice är en ort i Tjeckien.   Den ligger i regionen Södra Böhmen, i den sydvästra delen av landet, 100 km sydväst om huvudstaden Prag. Volenice ligger 469 meter över havet och antalet invånare är 549.
Terrängen runt Volenice är platt norrut, men söderut är den kuperad. Runt Volenice är det ganska glesbefolkat, med 28 invånare per kvadratkilometer. Närmaste större samhälle är Strakonice, 11,2 km öster om Volenice. Omgivningarna runt Volenice är en mosaik av jordbruksmark och naturlig växtlighet.